# Yvonne Chapman
Yvonne Chapman   (Calgary, 7 d'octubre de 1988) és una actriu i model canadenca, coneguda pel seu paper de Zhilan Zhang a Kung Fu de The CW (2021-present).

## Biografia
Chapman va néixer i es va criar a Calgary de pares xineso-canadencs. Chapman va començar a actuar en obres de teatre escolar amb 10 anys i va començar a fer de model durant l'adolescència, treballant entre Calgary i Hong Kong. Va assistir a l'escola secundària a Bishop McNally High School i St. Mary's High School, i va completar la seua llicenciatura en comerç a la Universitat de Calgary. Va treballar com a analista de desenvolupament corporatiu abans de prendre una excedència per dedicar-se a actuar a Vancouver.
El 2019, Chapman va protagonitzar el reinici de Street Legal de CBC (2019). La sèrie no va continuar durant una segona temporada.
El novembre de 2020, Chapman va ser seleccionat per a un paper recurrent per a Kung Fu (2021-present), un reinici de la sèrie de 1972 del mateix nom. Va ser actualitzada a l'estatus regular de sèrie per a la segona temporada. El desembre de 2021, Chapman va participar en l'adaptació en directe de Netflix d'Avatar: The Last Airbender, interpretant el paper recurrent d'Avatar Kyoshi.